# Karl Ludwig d'Elsa
Karl Ludwig d'Elsa (Dresda, 1º novembre 1849 – Löbichau, 20 luglio 1922) è stato un generale tedesco che prestò servizio nell'esercito sassone della Confederazione Tedesca del Nord durante la guerra franco-prussiana e nell'esercito tedesco durante la prima guerra mondiale, decorato con la Pour le Mérite.

## Biografia
Karl Ludwig d'Elsa nacque il 1º novembre 1849 a Dresda (allora parte del Regno di Sassonia), figlio del tenente colonnello Ludwig Ferdinand d'Elsa (1806-1882) e di Huberta Louise (nata von Brandenstein, morta nel 1911). Il 2 luglio 1870 Karl Ludwig, poco dopo essere entrato nell'esercito sassone, venne promosso Sekonde-Leutnant (secondo tenente) e, in organico al Reggimento granatieri nº 101, prese parte alla guerra franco prussiana ottenendo la Croce di Ferro.
Diventato Premier-Leutnant (primo tenente) il 26 novembre 1874, fu quindi promosso Hauptmann (capitano) il 1º aprile 1881. Con questo nuovo grado fu, nel 1882, comandante di una compagnia del Reggimento granatieri nº 100, per poi passare, il 16 marzo 1887, nel XII Corpo d'armata. Major (maggiore) dal 7 settembre 1889, il 21 giugno 1892 assunse il comando del Battaglione Jäger nº 13, diventando il 18 ottobre 1893 Oberstleutnant (tenente colonnello). Dopo un periodo passato presso il ministero della guerra sassone, dal 30 marzo 1895, il 14 aprile 1898 tornò nel Reggimento granatieri nº 101, stavolta quale comandante. Già Oberst (colonnello) l'11 dicembre 1896, il 4 luglio 1899 avanzò al grado di Generalmajor comandando prima la 48ª Brigata di fanteria a Lipsia (dal 19 settembre 1900) e poi la 64ª Brigata di fanteria a Dresda dal 22 marzo 1902, lo stesso anno in cui ricevette l'onore di essere nominato generale à la suite del re Giorgio di Sassonia. Generalleutnant il 23 aprile 1903, fu nominato comandante della 24ª Divisione fanteria il 19 giugno 1904 quindi, con il grado di General der Infanterie ricevuto il 23 settembre 1908, il 29 marzo 1910 passò al comando del XII Corpo d'armata.
Allo scoppio della prima guerra mondiale d'Elsa era ancora al vertice del XII Corpo d'armata, parte della 3ª Armata dell'esercito tedesco che aveva invaso il Belgio e la Francia seguendo il Piano Schlieffen e, di conseguenza, guidò i suoi uomini nella prima battaglia della Marna e nella prima battaglia dell'Aisne. Trasferito al fronte orientale per comandare, dal 17 aprile 1916, il Distaccamento d'armata A, il 4 gennaio 1917 venne ritirato dal servizio attivo e posto nella riserva. Nel corso del conflitto ottenne la prestigiosa decorazione Pour le Mérite, la massima onorificenza prussiana, nonché la promozione per meriti d'onore a Generaloberst.
Si congedò dall'esercito il 21 gennaio 1920 e morì il 20 luglio 1922 a Löbichau, in Turingia. Gli Alleati della prima guerra mondiale intendevano processarlo per il suo presunto contributo al cosiddetto "Stupro del Belgio", ma non sono noti gli sviluppi.